# 버지니아주의 기

버지니아 주의 기

남북 전쟁 당시의 기

버지니아의 기는 버지니아주의 깃발이다. 파란 바탕에 버지니아 주의 문장이 새겨진 형태의 기이다.